# Monika Kaelin
Monika Kaelin (nacida el 13 de octubre de 1954 en Schwyz, Suiza) es una modelo y actriz. Fue la Pet del Mes de Penthouse en mayo de 1980.

## Filmografía seleccionada
- S.A.S. à San Salvador (1983)
- Plem, Plem – Die Schule brennt (1983)